# Мария Чонкан
Мария Чонкан (на румънски: Maria Cioncan) e румънска лекоатлетка.
Тя е носителка на бронзов медал от Олимпийските игри в Атина през 2004 година, на дистанция от 1500 метра.
Родена е на 17 юни 1977 г. в малкия румънски град Мъйеру, окръг Бистрица-Насауд. На 21 януари 2007 г., на връщане от Гърция, претърпява пътен инцидент край Плевен и умира от задушаване малко след катастрофата.